# Never Enough (canción de Epica)
«Never Enough» es el primer sencillo del álbum de estudio The Divine Conspiracy, tercer álbum de estudio de la banda neerlandesa de metal sinfónico Epica, lanzado en el año 2007.
Esta canción trata de la codicia y la segunda parte trata acerca de un personaje principal viajando a través del mundo y tiene contacto con muchas culturas y especialmente con muchas religiones.

## Canciones
1. «Never Enough» (Edit Version) - 3:41
2. «Chasing the Dragon» (Edit Version) - 3:50
3. «Safeguard to Paradise» (Piano) - 3:50

- Datos: Q2746263